# Felix Kammerer
Felix Kammerer (* 19. September 1995 in Wien) ist ein österreichischer Schauspieler. Seit 2019 ist er Ensemblemitglied des Wiener Burgtheaters. 

## Leben
Felix Kammerer wurde als Sohn der Opernsänger Angelika Kirchschlager und Hans Peter Kammerer geboren. Er besuchte das Bundesgymnasium Wasagasse in Wien, wo er den humanistischen Zweig wählte. In der Ausgabe des Wochenmagazins News vom 13. Februar 2025 gab Kammerer bekannt, seit Herbst 2024 Familie in Wien zu haben und Vater eines Kindes zu sein.

### Ausbildung
Von 2013 bis 2015 gehörte er zum Jungen Ensemble Hörbiger (jöh!) von Maresa Hörbiger. 2015 begann er ein Studium an der Hochschule für Schauspielkunst Ernst Busch Berlin, das er 2019 abschloss. Während der Ausbildung wirkte er am Berliner Arbeiter-Theater (bat) in Rossum’s Universal Robots von Karel Čapek sowie in Michael Kohlhaas ‒ An attempt to leave the circle frei nach Heinrich von Kleist mit, 2017 stand er am Deutschen Theater Berlin in Marat/Sade unter der Regie von Stefan Pucher auf der Bühne.

### Theater
Am Maxim-Gorki-Theater spielte er 2019 unter der Regie von Nurkan Erpulat in Jugend ohne Gott, bei den Salzburger Festspielen debütierte er 2019 in Sommergäste von Maxim Gorki in der Rolle des Studenten Simin.
Martin Kušej holte ihn mit Beginn der Saison 2019/20 als festes Ensemblemitglied ans Wiener Burgtheater, wo er als Herzog von Medina-Sidonia in Schillers Don Karlos debütierte. Am Wiener Akademietheater feierte er im Oktober 2019 in einer Inszenierung von Ene-Liis Semper und Tiit Ojasoo als Behemoth in Meister und Margarita von Michail Bulgakow Premiere, im November 2019 im Vestibül des Burgtheaters mit einer szenischen Lesung von Die kleine Hexe von Otfried Preußler, in der er für Markus Meyer einsprang.
Im Februar 2020 spielte er am Akademietheater neben Caroline Peters, Christoph Luser und Martin Wuttke in der Uraufführung von Elfriede Jelineks Stück Schwarzwasser, das unter anderem die Ibiza-Affäre behandelt. Im August 2020 nahm er im Rahmen des Festivals Hin & weg. Tage für zeitgenössische Theaterunterhaltung am 14-tägigen Isolationsexperiment Bitte nicht berühren der Schauspielgruppe kollekTief, gemeinsam mit vier weiteren Mitgliedern der Gruppe, darunter Alina Schaller, teil. Von der Deutschen Akademie der Darstellenden Künste wurde das Ö1-Hörspiel Laute Nächte von Thomas Arzt mit Marie-Luise Stockinger, Felix Kammerer, Sarah Viktoria Frick und Nikolaus Barton  im September 2020 als Hörspiel des Monats ausgezeichnet. Im Kasino am Schwarzenbergplatz spielte er im Oktober 2020 in Hans Christian Andersens Des Kaisers neue Kleider an der Seite von Arthur Klemt als Kaiser dessen Lakai.
Für seine Darstellung des Luke in Moskitos von Lucy Kirkwood am Akademietheater wurde er im Rahmen der Verleihung des Nestroy-Theaterpreises 2022 mit dem Nestroy in der Kategorie Bester Nachwuchs männlich ausgezeichnet. Im Jänner 2023 feierte er als Hans Castorp in Der Zauberberg am Burgtheater Premiere. In der deutschsprachigen Erstaufführung von Der Fall McNeal von Ayad Akhtar am 1. März 2025 bildete er mit Joachim Meyerhoff ein Duo als Vater und Sohn.

### Film und Fernsehen
Im Frühjahr 2021 stand er unter der Regie von Edward Berger für Dreharbeiten zur Neuverfilmung Im Westen nichts Neues nach dem gleichnamigen Roman für Netflix vor der Kamera, in der er die Hauptrolle des Soldaten Paul Bäumer übernahm. Für dessen Darstellung erhielt er unter anderem 2023 den Deutschen Filmpreis für die Beste männliche Hauptrolle. Im Herbst 2023 trat er in einem Werbespot der Erste Bank in Erscheinung.
Anfang 2024 wurde bekannt, dass er zum Ensemble von Guillermo del Toros Neuverfilmung von Mary Shelleys Frankenstein für Netflix gehört. Für das Tennisdrama Break über den Tennisspieler Gottfried von Cramm von Daniel Brühl wurde er für die Hauptrolle besetzt.

### Sonstiges
Im Mai 2023 wurde Kammerer in die Europäische Filmakademie aufgenommen.  Im November 2023 wurde er Mitglied der Deutschen Filmakademie.

## Filmografie (Auswahl)
- 2021: Dürer (Fernsehfilm)
- 2022: Im Westen nichts Neues
- 2023: Der Pass (Fernsehserie; Staffel 3)
- 2023: Alles Licht, das wir nicht sehen (Mini-Serie, Netflix)
- 2024: Eden
- 2025: Frankenstein

## Auszeichnungen und Nominierungen
- 2022: Nestroy-Theaterpreis in der Kategorie Bester Nachwuchs männlich für Moskitos am Akademietheater[12][26]
- 2023: Romyverleihung 2023 – Nominierung in der Kategorie Entdeckung männlich für Im Westen nichts Neues[27]
- 2023: Irish Film & Television Award – Nominierung in der Kategorie Bester internationaler Schauspieler für Im Westen nichts Neues[28]
- 2023: Deutscher Filmpreis in der Kategorie Beste männliche Hauptrolle für Im Westen nichts Neues[29]
- 2023: New Faces Award: Sonderpreis der Jury für Im Westen nichts Neues[30][31]
- 2023: Nestroy-Theaterpreis – Nominierung für den Publikumspreis[32]
- 2023: Nominierung zum Österreicher des Jahres in der Kategorie Kulturerbe[33][34]
- 2023: Bambi in der Kategorie Schauspieler national für Im Westen nichts Neues[35][36]